# Oliver Hazard Perry Throck Morton

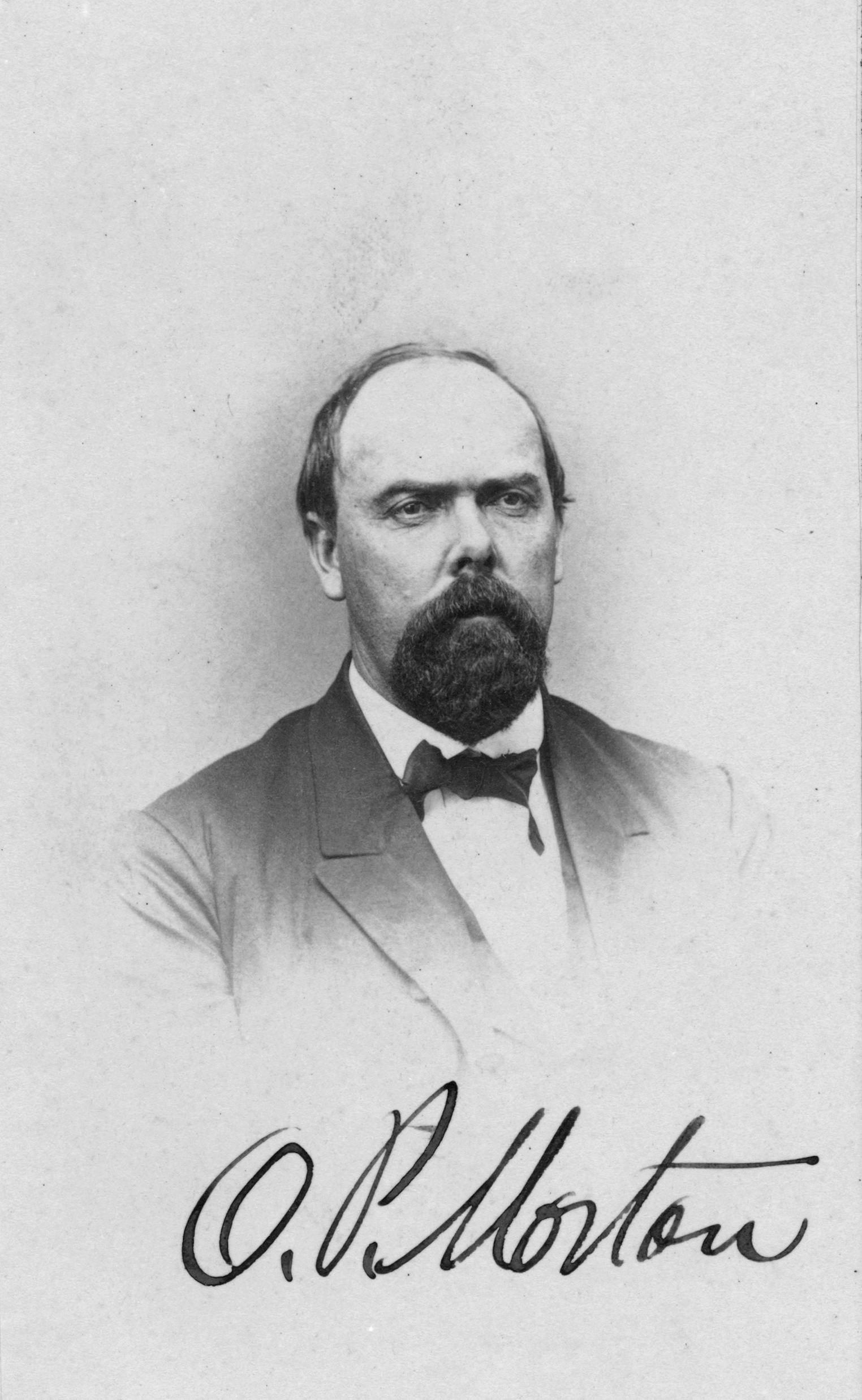
Oliver Hazard Perry Throck Morton

Oliver Hazard Perry Throck Morton (* 4. August 1823 in Salisbury, Wayne County, Indiana; † 1. November 1877 in Indianapolis, Indiana) war ein US-amerikanischer Politiker und vom 16. Januar 1861 bis 4. März 1867 der 14. Gouverneur von Indiana. Diesen Bundesstaat vertrat er unmittelbar im Anschluss bis zu seinem Tod im November 1877 im US-Senat.

## Frühe Jahre
Die meiste Zeit seiner Jugend verbrachte Morton in Ohio. Dort wurde er nach dem frühen Tod seiner Mutter von seinen Großeltern mütterlicherseits aufgezogen. Später zog er nach Centerville in Indiana; dieser Ort sollte für den Rest seines Lebens sein Zuhause werden. Morton absolvierte eine vierjährige Lehre als Hutmacher und besuchte die Miami University in Ohio sowie das Cincinnati College, wo er Jura studierte. Nach seinem Examen und seiner Zulassung begann er in Centerville zu praktizieren und wurde bald zu einem angesehenen und reichen Anwalt.

## Politischer Aufstieg
Im Jahr 1852 wurde er Richter im sechsten Gerichtsbezirk in Indiana. Ursprünglich gehörte Morton der Demokratischen Partei an. In den 1850er Jahren war er aber mit deren Politik nicht mehr einverstanden. Er schloss sich der neu gegründeten Republikanischen Partei an und half beim Aufbau eines Staatsverbandes in Indiana. Schon bald hatte er einen solchen Einfluss in der Partei, dass er 1856 als deren Kandidat für die Gouverneurswahlen nominiert wurde. Dabei unterlag er aber dem Demokraten Ashbel P. Willard. Für die Gouverneurswahlen des Jahres 1860 bewarb er sich erneut um die Nominierung seiner Partei. Da aber gleichzeitig Henry Smith Lane, ebenfalls ein einflussreicher Politiker, seinen Anspruch anmeldete, schloss man einen Kompromiss. Dieser sah vor, dass Lane als Gouverneur nominiert werden sollte, während Morton der Kandidat für das Amt des Vizegouverneurs wurde. Im Fall einer (wahrscheinlichen) republikanischen Mehrheit im Staatsparlament sollte dann Lane in den US-Senat gewählt werden und als Gouverneur zu Gunsten von Morton zurücktreten. Nach dem Wahlsieg des Duos Lane/Morton und der republikanischen Mehrheit im Parlament trat genau dieser Fall ein: Lane trat nach zwei Tagen als Gouverneur am 16. Januar 1861 zurück und übergab sein Amt an Morton.

## Gouverneur von Indiana
Mortons Amtszeit als Gouverneur fiel in die Zeit des Bürgerkrieges. Während des Krieges sorgte der Gouverneur dafür, dass die Wünsche von Präsident Abraham Lincoln nach Soldaten aus Indiana erfüllt und manchmal auch übertroffen wurden. Er setzte sich auch persönlich für die finanzielle Unterstützung der Kriegsanstrengungen der Bundesregierung ein. Das galt besonders während eines Konflikts mit dem Staatsparlament, das den Haushalt nicht genehmigt hatte. Morton beschaffte sich das benötigte Geld von Banken sowie von privater Seite und ließ diesen Schritt später von dem neu gewählten Parlament absegnen. Morton galt als einer der treuesten Anhänger der Union und der Republikanischen Partei. Im Jahr 1864 wurde er in eine zweite Amtszeit gewählt. Bald darauf erlitt er einen Schlaganfall, nach dem er vorübergehend die Amtsgeschäfte an Vizegouverneur Conrad Baker übergeben musste. Nachdem er sich etwas erholt hatte, kehrte er in sein Amt zurück. Sein Gesundheitszustand hat sich dann weiter verbessert und Morton ließ sich im Jahr 1867 vom Parlament in den US-Senat wählen. Aus diesem Grund trat er am 23. Januar 1867 vom Amt des Gouverneurs zurück.

## US-Senator
Die letzten zehn Jahre seines Lebens verbrachte Morton im Senat in Washington, wo er die Interessen seines Heimatstaates vertrat. Dort war er in mehreren Ausschüssen vertreten. Er erlebte dort auch den Konflikt zwischen Präsident Andrew Johnson und der Republikanischen Partei, der in einem knapp gescheiterten Amtsenthebungsverfahren gegen den Präsidenten gipfelte. Morton zählte zu den Radical Republicans und unterstützte das Impeachment gegen Johnson sowie eine harte Politik gegenüber den im Krieg geschlagenen Südstaaten. Im Jahr 1877 erlitt er einen zweiten Schlaganfall, an dessen Folgen er verstarb. Er war mit Lucinda M. Burbank verheiratet, mit der er fünf Kinder hatte.